# Gesamtverteidigung
Unter Gesamtverteidigung versteht man die Gesamtheit aller militärischen und zivilen Verteidigungsmaßnahmen eines Staates und, sofern dieser einem Militärbündnis angehört, alle Verteidigungsmaßnahmen im Bündnis.

## Gesamtverteidigungskonzepte
Das Gesamtverteidigungskonzept eines Staates richtet sich an nationalen Gegebenheiten aus und bezieht gegebenenfalls die Verteidigung im Bündnisrahmen ein. Für kleinere und neutrale Staaten hat das Prinzip der Gesamtverteidigung eine besondere Bedeutung, weil sie nur über begrenzte militärische Verteidigungsfähigkeiten verfügen und keinen Beistand einer Militärallianz erwarten dürfen.

### Deutschland
Die Bundesrepublik Deutschland hat ab 1955 eine Gesamtverteidigungsorganisation aufgebaut, die zunächst auf vier Säulen beruhte:
- Die der NATO unterstellten Kräfte des Heeres, der Luftwaffe und der Marine
- die bodenständige Landesverteidigung
- die mit der NATO koordinierte Heimatluftverteidigung
- die vom Bundesminister des Innern koordinierte zivile Verteidigung.[1]

Sie ist in den Rahmenrichtlinien für die Gesamtverteidigung (RRGV) von 1989 beschrieben.
Am 5. Juni 2024 hat das Bundeskabinett neue Rahmenrichtlinien beschlossen, die die RRGV von 1989 ablösen. Die neuen RRGV berücksichtigen Veränderungen der Sicherheitslage wie z.B.
- Bedrohungen aus dem Cyberraum und hybride Kriegsführung,
- sicherheitspolitische Interessen und den Leitgedanken der integrierten Sicherheit aus der Nationalen Sicherheitsstrategie und den Verteidigungspolitischen Richtlinien 2023,
- organisatorische Veränderungen wie z. B. die Privatisierung von Bahn und Post.[4]

### Österreich
In Österreich wird die Gesamtverteidigung als Umfassende Landesverteidigung bezeichnet. Sie setzt sich aus folgenden Elementen zusammen:
- Militärische Landesverteidigung
- Geistige Landesverteidigung
- Zivile Landesverteidigung
- Wirtschaftliche Landesverteidigung.[5]

### Schweiz
Die Schweiz erließ am 27. Juni 1973 erstmals eine Konzeption der Gesamtverteidigung. Danach trägt der Bundesrat die Verantwortung für die Gesamtverteidigung. Im März 1979 nahmen 34.000 Soldaten des Feldarmeekorps 4 und von Luftwaffenverbänden sowie 9.000 Zivilisten an einer Gesamtverteidigungsübung teil. Das Manöver wurde den OSZE-Partnerländern gemeldet und wurde auf Seiten des Militärs Manöver «Knacknuss» genannt.